# Medaille voor het Redden van Levens
De Medaille voor het Redden van Levens (Duits: Lebensrettungs-Medaille) was een onderscheiding van het kleine Duitse hertogdom Saksen-Coburg en Gotha. In de 19e eeuw werden in de meeste Duitse staten dergelijke medailles ingevoerd.
Er hebben in Saksen-Coburg en Gotha drie verschillende medailles bestaan.
- Lebensrettungs-Medaille van hertog Ernst II (1993 - 1895)
- Lebensrettungs-Medaille van hertog Alfred (1995 - 1907)
- Lebensrettungs-Medaille van hertog Carl-Eduard (1907 - 1918)

Op de voorzijde van de medaille van hertog Ernst II is de hertog afgebeeld. Het rondschrift luidt "ERNST II HERZOG VON SAKSEN COBURG UND GOTHA". Op de keerzijde staat binnen een gesloten lauwerkrans "FÜR RETTUNG VON MENSCHEN LEBEN". De medaille werd aan een groen lint met gele bies op de linkerborst gedragen.
Op de voorzijde van de medaille van hertog Alfred is de hertog afgebeeld. Het rondschrift luidt "ALFRED HERZOG VON SAKSEN COBURG UND GOTHA". Op de keerzijde staat binnen een gesloten lauwerkrans "FÜR RETTUNG VON MENSCHEN LEBEN". De medaille werd aan een groen lint met gele bies op de linkerborst gedragen.
Op de voorzijde van de medaille van hertog Carl-Eduard is een gekroond Latijns kruis afgebeeld. Het middelpunt van dat kruis is de bron van stralen van ongelijke lengte. Het rondschrift luidt "CARL EDUARD HERZOG VON SAKSEN COBURG UND GOTHA". Op de keerzijde staat binnen een gesloten lauwerkrans "FÜR RETTUNG VON MENSCHEN LEBEN". De medaille werd aan een groen lint met gele bies op de linkerborst gedragen.
De drie ronde zilveren medailles werden met een beugel die deel uitmaakte van de medaille aan het lint bevestigd.
Kort na de val van de monarchie aan het einde van de Eerste Wereldoorlog werd Saksen-Coburg en Gotha deel van de Vrijstaat Thüringen. De hertogelijke orden, onderscheidingen en medailles werden allen afgeschaft maar in 1926 stichtte de Vrijstaat een eigen Reddingsmedaille die tot 1936 heeft bestaan.